# Mani Matter

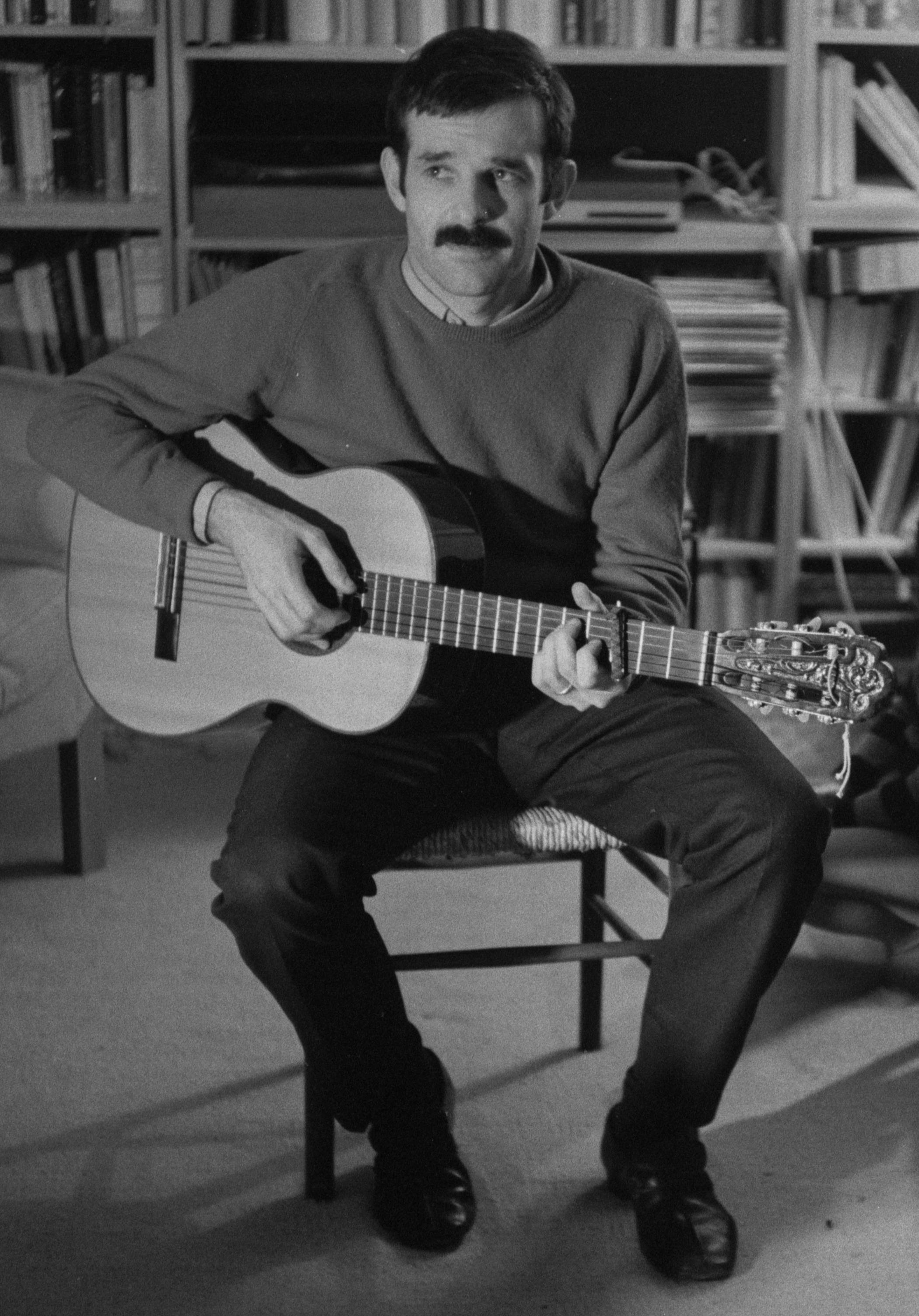
Mani Matter 1970

Hans-Peter Matter, detto "Mani" (Herzogenbuchsee, 4 agosto 1936 – Kilchberg, 24 novembre 1972), è stato un cantautore e giurista svizzero.

## Biografia
Hans-Peter Matter nacque nell'ospedale di Herzogenbuchsee, nel Cantone Berna, il 4 agosto 1936; suo padre, Erwin Matter, era avvocato, mentre sua madre, l'olandese Wilhelmina Matter-de Haan, era segretaria; Hans-Peter aveva inoltre una sorella di due anni più grande, Helen. Sua madre lo chiamava "Jan" (il corrispondente olandese di "Hans"), mentre la sorella storpiava "Jan" in "Nani": da quest'ultimo nome derivò poi "Mani", che divenne il suo totem quando militava negli scout. All'interno della famiglia si parlava esclusivamente francese.
Mani trascorse infanzia e giovinezza a Berna, ove si diplomò al Gymnasium Kirchenfeld nel 1955; mentre frequentava il ginnasio scrisse la sua prima canzone, Dr. Rägewurm, sull'aria di Ballade des dames du temps jadis di Georges Brassens.
A causa di due disturbi corporali che lo colpirono dopo la morte della madre, avvenuta nel 1953, Mani Matter fu dispensato dallo svolgere il servizio militare e poté così entrare direttamente all'Università di Berna. Studiò per un semestre Germanistica, per poi cambiare facoltà ed approdare a Giurisprudenza; nel 1963, dopo un periodo di praticantato presso il tribunale di Interlaken, il brevetto di avvocato.
Nel 1965 divenne assistente del docente di Diritto pubblico Richard Bäumlin, mentre nel 1967 ottenne il dottorato presso il professor Hans Huber con il massimo dei voti. Tra il 1967 ed il 1968 si trasferì con la moglie Joy ed i suoi tre figli all'Università di Cambridge, dove lavorò al suo Habilitationsschrift, che tuttavia non presentò mai. Nel 1969 divenne consulente giuridico della città di Berna, mentre a partire dal 1970 - oltre ad essere assistente presso l'Università di Berna - insegnò Diritto pubblico ed amministrativo.
Le sue prime canzoni in dialetto bernese furono trasmesse dalle radio nel 1960; tuttavia le sue esibizioni in pubblico avvennero a partire dal 1967 insieme ai Berner Toubadours, mentre il suo debutto da solista, spinto dal cabarettista Emil Steinberger,  avvenne nell'autunno 1971 al Kleintheater di Lucerna. Nel 1965 furono pubblicati i suoi primi tre testi di canzoni all'interno della raccolta Ballade, Lumpeliedli, Chansons à la Bernoise della casa editrice bernese Benteli. Nel 1966 uscì il suo primo disco registrato in studio; l'ultimo - il quinto - è stato un live curato dello stesso Mani Matter. Alcune sue canzoni sono state incise successivamente dagli amici Jacob Stickelberger e Fritz Widmer, che le hanno pubblicate nel disco Dr Kolumbus, così come la Kriminalgsicht, che i tre avevano composto per il nuovo progetto pianificato.
La sera del 24 aprile 1972, mentre percorreva l'autostrada per recarsi ad un concerto a Rapperswil, Mani Matter si scontrò con un autocarro all'altezza di Kilchberg ed il cantante morì sul colpo. La sua tomba si trova al Bremgartenfriedhof di Berna; i suoi lasciti sono conservati nell'Archivio Svizzero di Letteratura presso la Biblioteca Nazionale Svizzera di Berna.

## Diffusione
Le canzoni di Mani Matter appartengono tuttora alla tradizione musicale della Svizzera tedesca; l'artista ha influenzato molti musicisti svizzeri, alcuni dei quali hanno realizzato cover dei suoi brani: tra essi, Stephan Eicher, Polo Hofer, Dodo Hug e Züri West. Una raccolta di cover di Mani Matter interpretate da vari cantanti venne pubblicata nel 1992 con il titolo Matter Rock; Stephan Eicher rese così popolare la canzone Hemmige che ai suoi concerti anche gli spettatori di lingua francese ne cantavano il testo in dialetto bernese.
Nel 2002 uscì il film documentario Mani Matter - Warum syt dir so truurig? del regista Friedrich Kappeler, in cui viene rappresentata la vita e la personalità dell'artista ed illustrata l'influenza della sua musica.

## Opere

### Discografia
- I han en Uhr erfunde. Berner Chansons von und mit Mani Matter (EP), Zytglogge (zyt 1), Berna 1966
- Alls wo mir id Finger chunnt (EP), Zytglogge (zyt 4), Berna 1967
- Hemmige (EP), Zytglogge (zyt 12), Berna 1970
- Betrachtige über nes Sändwitsch (EP), Zytglogge (zyt 20), Berna 1972
- Ir Ysebahn (LP), live dal Teatro Fauteuil di Basilea, Zytglogge (zyt 21), Berna 1973, contenente canzoni su Bernhard Matter e Karl Tellenbach
- I han es Zündhölzli azündt, doppio LP contenente le canzoni dei primi quattro dischi, Zytglogge (zyt 24), Berna 1973

### Letteratura
- Die Legitimation der Gemeinde zur staatsrechtlichen Beschwerde, tesi di dottorato, Stämpfli, Berna 1965
- Us emene lääre Gygechaschte. Berndeutsche Chansons, Kandelaber, Berna 1969; altre edizioni: Benziger, Zurigo e Colonia; oggi: Ammann, Zurigo 2003
- Warum syt dir so truurig? Berndeutsche Chansons, a cura di Joy Matter, Benziger, Zurigo e Colonia 1973; nuova edizione: Ammann, Zurigo 2003
- Mani Matters Sudelhefte, Benziger, Zurigo e Colonia 1973
- Rumpelbuch, a cura di Joy Matter ed altri, con un "Kumpelwort" di Peter Lehner, Benziger, Zurigo e Colonia 1976
- Sudelhefte – Rumpelbuch (in un unico volume), Ex Libris, Zurigo 1978; nuova edizione: Ammann, Zurigo 2003
- Einisch nach emne grosse Gwitter. Berndeutsche Chansons, a cura di Joy Matter, Benziger, Zurigo 1992; nuova edizione: Ammann, Zurigo 2003